# Ауслебен
Ауслебен (њем. Ausleben) општина је у њемачкој савезној држави Саксонија-Анхалт. Једно је од 35 општинских средишта округа Берде. Према процјени из 2010. у општини је живјело 1.877 становника. Посједује регионалну шифру (AGS) 15083035.

## Географски и демографски подаци
Ауслебен се налази у савезној држави Саксонија-Анхалт у округу Берде. Општина се налази на надморској висини од 105 метара. Површина општине износи 33,3 km². У самом мјесту је, према процјени из 2010. године, живјело 1.877 становника. Просјечна густина становништва износи 56 становника/km².